# Hypogastrura calceolaris
Hypogastrura calceolaris är en urinsektsart som beskrevs av Robert Latzel 1918. Hypogastrura calceolaris ingår i släktet Hypogastrura och familjen Hypogastruridae. Inga underarter finns listade i Catalogue of Life.